# Herat
Herat er en by i det vestlige Afghanistan, der med 556.205(2020) indbyggere er landets tredjestørste by. Byen er hovedstad i en provins af samme navn.
Herat huser mange bygninger helt tilbage fra oldtiden, men er på grund af de mange konflikter i landet, senest Krigen i Afghanistan blevet kraftigt udsat for ødelæggelser.